# Eusparassus syrticus
Eusparassus syrticus är en spindelart som beskrevs av Simon 1909. Eusparassus syrticus ingår i släktet Eusparassus och familjen jättekrabbspindlar. Inga underarter finns listade i Catalogue of Life.